# 日利纳州
日利納州是斯洛伐克北部的一個州，與波蘭和捷克接壤。面積6,788平方公里，人口692,332 (2001年)。州府日利納。

## 行政区划
日利納州划分为11个區：比特恰區、恰德察區、下庫賓區、基蘇察新城區、利普托夫斯基米庫拉什區、馬丁區、納梅斯托沃區、魯容貝羅克區、圖爾錢斯凱特普利采區、特夫爾多辛區及日利納區。
区下再划分为315个市镇，其中18个为市。